# Roeivereniging De Drie Provinciën
Roeivereniging De Drie Provinciën is een roeivereniging, gevestigd in de Noord-Brabantse gemeente Land van Cuijk. De accommodatie ligt aan plas 1 van de Kraaijenbergse Plassen, dicht bij het punt waar de drie provincies Gelderland, Noord-Brabant en Limburg elkaar raken. 
De vereniging heeft meer dan 150 leden, waaronder enkele tientallen jeugdleden. De leden komen uit het Land van Cuijk, Nijmegen, het Rijk van Nijmegen en Noord-Limburg. De vereniging bezit ruim 70 boten, waaronder skiffs, C-boten, tweeën, vieren en twee achten. Het skullen wordt meer beoefend dan boordroeien, zoals bij meer roeiverenigingen in Nederland gebruikelijk is. Vanuit de verenigingslocatie kan op de Maas worden geroeid en vervolgens zonder het passeren van een sluis het acht kilometer verder gelegen Grave worden bereikt of een vergelijkbare afstand naar Sambeek. Verder wordt er veel geroeid op de Kraaijenbergse Plassen en op de Mookerplas, waarvan de laatstgenoemde via de Maas te bereiken is. Het logo van de vereniging is een driehoek met een geel, rood en blauw vlak. Hierin staat het rood voor de provincie Noord-Brabant, het blauw voor Gelderland en het geel voor Limburg. Het geel is dominant en de hoofdkleur, omdat dit de zichtbaarheid van de roeiers op de Maas met haar drukke scheepvaart verhoogd. In roeierskringen wordt de vereniging vaak als DDP aangeduid.

## Geschiedenis
In 1986 ging een groep vanuit het toenmalige Philips Nijmegen (tegenwoordig NXP Semiconductors) bij de Nijmeegse studentenroeivereniging Phocas roeien. Zij roeiden in het weekeinde in een zogenaamde bedrijfsacht. Toen bleek dat er nog een andere groep niet-studenten bij Phocas roeiden, gingen beide groepen samen. In 1993 is vervolgens een nieuwe roeivereniging opgericht in café Prins te Cuijk. Bij de oprichting had de vereniging ongeveer 35 leden en een tiental boten in bezit. In de herfst 1993 en winter 1994 is eerst de voormalige veerstoep van Katwijk gebruikt als aanlegsteiger. In deze periode is er ook kort gebruikgemaakt van de jachthaven Maas en Waal in Heumen. De gemeente Cuijk stelde een stuk grond bij haar haven tot beschikking en in mei 1994 is het geraamte van de botenloods op de huidige plaats gereedgekomen.
ARZV (Alkmaar)
· Aeneas (Roermond)
· Aengwirden (Heerenveen)
· Alphen (Alphen aan den Rijn)
· Amenophis (Zeewolde)
· Amycus (Almelo)
· De Amstel (Amsterdam)
· Aquarius (Bergen op zoom)
· AROSS (Oss)
· ARC (Assen)
· De Ank (Doetinchem)
· Barendrecht
· Beatrix (Eindhoven)
· Binnenmaas (Mijnsheerenland)
· Breda
· De Compagnie (Hogeveen)
· Cornelis Tromp (Hilversum)
· Daventria (Deventer)
· De Delftsche Sport (Delft)
· De DoorSlag (Nieuwegein)
· De Drie Provinciën (Cuijk)
· 't Diep (Steenwijk)
· Koninklijke Dordrechtsche Roei- en Zeilvereeniging (Dordrecht)
· De Dragt (Drachten)
· De Drietand (Amsterdam)
· De Eem (Baarn)
· Epsilon (Oenkerk)
· Het Galjoen (Breukelen)
· De Geeuw (Sneek)
· Gorcumse Roei- en Zeilvereniging (Gorinchem)
· Gouda
· De Grift (Apeldoorn)
· De Helling (Culemborg)
· Hemus (Amersfoort)
· De Hertog ('s-Hertogenbosch)
· Honte (Middelburg)
· De Hoop (Amsterdam)
· De Hunze (Groningen)
· De IJssel (IJsselmuiden)
· Isala (Zutphen)
· Iris (Lisse)
· De Kop (Anna Paulowna)
· Jason (Arnhem)
· KNZRV (Muiden)
· De Krom (Woerden)
· De Kogge (Medemblik)
· De Laak (Den Haag)
· Leerdam
· Die Leythe (Leiden)
- KWV Loosdrecht (Loosdrecht)
· De Maas (Rotterdam)
· De Meije (Nieuwkoop)
· Michiel de Ruyter (Uithoorn)
· MWC (Maastricht)
· Naarden
· Nautilus (Rotterdam)
· Neptunus (Delfzijl)
· Ondine (Amsterdam)
· Ossa (Heerhugowaard)
· Pampus (Almere)
· Pontos (Lelystad)
· Poseidon (Amsterdam)
· RIC (Amsterdam)
· Rijnland (Leidschendam)
· Rijnmond (Rotterdam)
· Roosendaalse Roeivereniging (Roosendaal)
· RowDow (Terneuzen)
· Salland (Hardenberg)
· Scaldis (Goes)
· Het Spaarne (Heemstede) 
· De Stern (IJmuiden)
· Thyro (Enschede)
· Tilburgse Open Roeivereniging (Hilvarenbeek)
· Tubantia (Hengelo)
· Viking (Utrecht)
· Voorne-Putten (Brielle)
· Weesp
· Vada (Wageningen)
· Wetterwille (Leeuwarden)
· De Where (Purmerend)
· Willem III (Amsterdam)
· De Zaan (Zaandijk)
· Zaanlandsche Zeilvereniging (Zaandam)
· Zwolsche Roei- en Zeilvereeniging (Zwolle)